# 皮斯巴國家自然公園

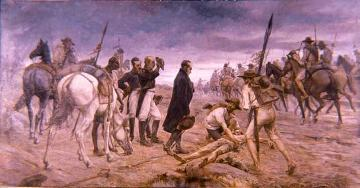

皮斯巴國家自然公園（西班牙語：Parque nacional natural Pisba），是哥倫比亞的國家公園，位於該國東北部博亞卡省，處於哥倫比亞東部山脈，成立於1977年6月6日，面積450平方公里。